# Tupirinna albofasciata
Tupirinna albofasciata är en spindelart som först beskrevs av Cândido Firmino de Mello-Leitão 1943. 
Tupirinna albofasciata ingår i släktet Tupirinna och familjen flinkspindlar. Inga underarter finns listade i Catalogue of Life.